# Synopsis of Pure Mathematics

Synopsis of Pure Mathematics est un livre de George Shoobridge Carr, écrit en 1886. Le livre tente de résumer l'état de la plupart des notions de base en mathématiques connues à l'époque et il a été conçu comme un guide d'entraînement au Tripos mathématique.

## Histoire
Le livre est remarquable, car il a été une source majeure d'information pour le mathématicien légendaire et autodidacte Srinivasa Ramanujan qui a réussi à en obtenir un exemplaire prêté par un ami en 1903. Ramanujan aurait étudié le contenu de l'ouvrage en détail. Le livre est généralement reconnu comme un élément clé dans l'éveil du génie de Ramanujan.

## Sources
Carr a reconnu les principales sources de son livre dans sa préface :

« (...) Dans les sections « Algèbre », « Théorie des équations » et « Trigonométrie », je me suis largement inspiré des traités bien connus de Todhunter.
Dans la section intitulée « Géométrie élémentaire », j'ai ajouté à des propositions plus simples une sélection de théorèmes du Modern Geometry de Townsend et du Conic Sections de George Salmon.
En Géométrie des Coniques, la ligne de démonstration suit principalement ce que Drew a adopté dans son traité sur le sujet. (...)
La partie consacrée au système CGS dans la section préliminaire a été compilée à partir du travail estimable sur ce sujet par le Pr Joseph David Everett (en), de Belfast, publié par la Physical Society of London. (...)
En sus des auteurs déjà cités, les traités suivants ont été consultés : Algebras, de Wood, Bourdon, et Lefebvre de Fourey;  Trigonometry de Snowball ; Higher Algebra de Salmon ; les exercices géométriques dans Euclid de Pott ; et Geometrical Conics de Taylor, Jackson et Renshaw. »